# Michael Jagmin
Michael "Jag" Jagmin, född 12 maj 1985 i Jackson i Wyoming, är en amerikansk rocksångare. Han är den ursprungliga sångaren i post-hardcorebandet A Skylit Drive och har även varit sångare i metalbandet Odd Project.
Jagmin ersattes tidigt av Jordan Blake som sångare i A Skylit Drive. Bandet spelade in en EP-skiva med Blake och sedan återvände Jagmin till sitt ursprungliga band. A Skylit Drive fortsatte i rask takt med tre fullängdsalbum, vilka nådde Billboard Top 200: Wires...and the Concept of Breathing, Adelphia och Identity on Fire. Bandets fjärde album Rise utkom 2013.

## Diskografi
Odd Project
- Lovers, Fighters, Sinners, Saints (2007)

A Skylit Drive
- Wires...and the Concept of Breathing (2008)
- Adelphia (2009)
- Identity on Fire (2011)
- Rise (2013)

Solo
- Sometimes (2012)